# Over Alderley
Over Alderley est une localité anglaise située dans le comté de Cheshire.